# La Couleur des sentiments (film)
Pour le roman initial, voir La Couleur des sentiments.
Pour plus de détails, voir Fiche technique et Distribution.
La Couleur des sentiments (The Help) est un film dramatique américano-indien écrit et réalisé par Tate Taylor, d'après le roman éponyme de Kathryn Stockett, sorti en 2011.
Le film se déroule au début des années 1960. Une jeune blanche, Skeeter (Emma Stone), qui vient de terminer ses études de journalisme, rentre dans sa famille à Jackson, capitale du Mississippi. La lutte pour les droits civiques n'en est qu'à ses prémices et le Ku Klux Klan fait régner la terreur dans le Sud. Skeeter décide de faire une enquête sur les conditions de vie des bonnes noires chargées à l'époque des enfants, de la cuisine et de l'entretien de la maison. Elle parvient à convaincre deux d'entre elles, la timide Aibileen (Viola Davis) et la rebelle Minny (Octavia Spencer), de témoigner des brimades et des humiliations dont elles sont victimes au quotidien. Ce faisant, elles prennent le risque d'être identifiées et chassées par leurs patrons. Hostiles au départ, les autres domestiques du quartier les rejoignent, elles apportent des récits qui permettent la rédaction d'un livre-choc qui devient un best-seller. Au fur et à mesure qu'elle se rapproche de ces femmes, Skeeter est rejetée par ses amies d'enfance blanches accrochées à leurs privilèges et enfermées dans leurs vies de femmes au foyer.
C'est une œuvre qui décrit et dénonce la condition des domestiques afro-américaines dans le Mississippi raciste des années 1960. Ses principales interprètes sont Emma Stone, Viola Davis, Octavia Spencer, Bryce Dallas Howard et Jessica Chastain,,,,.

## Synopsis
Au début des années 1960 une jeune blanche, Skeeter (Emma Stone), qui vient de terminer ses études de journalisme, rentre dans sa famille à Jackson, capitale du Mississippi.  La lutte pour les droits civiques n'en est qu'à ses prémices et le Ku Klux Klan fait régner la terreur dans le Sud.
La mère de Skeeter, Charlotte (Allison Janney), est atteinte d'un cancer et désespère de voir sa fille un jour mariée. Skeeter obtient un poste comme chroniqueuse dans une rubrique de ménage au journal local mais cherche à se faire aider car elle n'y connaît rien. Devant l'absence de Constantine, la bonne qui l'a en partie élevée et pour laquelle elle avait beaucoup d'affection, elle décide de se tourner vers Aibileen (Viola Davis), qui s'occupe de la maison et de Mae, la petite fille de son amie Elizabeth Leefolt (Ahna O'Reilly). Cette dernière accepte en demandant toutefois la permission à Hilly Holbrook (Bryce Dallas Howard) qui mène d'une main de fer le groupe des jeunes femmes de Jackson. Particulièrement raciste à l'inverse de sa mère Missus Walker (Sissy Spacek), elle mène la vie dure à sa bonne Minnie (Octavia Spencer) qui est forcée d'utiliser des toilettes séparées car Hilly pense que les noires portent beaucoup de microbes. Le jour d'une tempête, Minnie utilise les toilettes d'Hilly et est renvoyée. Elle retrouve cependant du travail chez Célia Foote (Jessica Chastain), une jeune épouse détestée par Hilly car elle a épousé Johnny Foote (Mike Vogel), l'ex d'Hilly. Contrairement aux autres femmes, Célia se montre très gentille mais elle est totalement dépassée par sa vie de femme au foyer.
Skeeter brigue un poste de journaliste dans une grande édition new-yorkaise tenue par Elaine Stein (Mary Steenburgen) qui lui suggère d'écrire quelque chose de fort et de personnel. Skeeter décide alors de faire une enquête sur les conditions de vie des bonnes noires chargées à l'époque des enfants, de la cuisine et de l'entretien de la maison. Elle parvient à convaincre Aibileen, puis Minnie, de témoigner anonymement dans son livre. En plus de leur vie compliquée de par leur statut de femme noire, leurs histoires personnelles sont tristes. Aibileen a perdu son unique fils, qui rêvait de devenir écrivain, à cause d'un accident de chantier et Minnie, qui est mère de quatre enfants, est fréquemment battue par son mari alcoolique et colérique.
Hilly, pleine de bonne volonté, arrange un rendez-vous galant entre Skeeter et Stuart (Chris Lowell) qui se passe mal. Mais le second rendez-vous se déroule mieux et les deux décident d'entamer une relation. Hilly songe également à faire passer une loi obligeant l'utilisation de toilettes séparées pour les noirs, ce qui révulse Skeeter. Elle envoie également sa nouvelle bonne Yule Mae (Aunjanue Ellis) en prison quand elle découvre que celle-ci a lui a volé une bague dont elle se moquait pourtant. Minnie, de son côté, retrouve Célia en sang dans sa salle de bain car elle vient de faire une fausse couche. Elle découvre que ce n'est pas le premier bébé qu'elle perd et qu'elle a peur que Johnny la quitte si elle est incapable de lui donner des enfants.
Elaine Stein se montre enthousiasmée par les témoignages d'Aibileen et Minnie mais aimerait en obtenir davantage et en particulier celui plus personnel de Skeeter. Cette dernière confronte Charlotte sur le départ de Constantine qui lui révèle avec honte que cette dernière est décédée après qu'elle s'est sentie obligée de la renvoyer à cause du comportement inapproprié de sa fille. Cette nouvelle rend Skeeter pleine de tristesse et de colère car elle considérait Constantine comme une seconde mère.
Un soir, un homme noir est abattu de sang-froid dans la rue et, malgré le drame qui s'ensuit, cela donne du courage aux autres bonnes pour qu'elles décident de témoigner à leur tour. Le livre fin prêt, et malgré le changement des noms des protagonistes, Skeeter et Aibileen hésitent à le publier car il est évident que l'action se passe à Jackson. Minnie révèle alors ce qui s'est passé le lendemain de son renvoi par Hilly : excellente pâtissière, elle lui a apporté une tarte au chocolat qu'elle a confectionnée en y ajoutant ses excréments. Au départ, elle ne souhaitait pas révéler sa « recette » à Hilly, mais elle s'est sentie obligée de le faire car Missus Walters a voulu manger du gâteau. Devant l'aveu de Minnie, Missus a éclaté de rire, si bien que sa fille l'a mise en maison de retraite comme punition.
Skeeter, Minnie et Aibeleen sont certaines : Hilly, qui ne se remettrait jamais de la honte d'avoir mangé des excréments, fera tout pour convaincre les autres que l'action ne se déroule pas à Jackson.
Le livre, intitulé "The Help", sort et provoque diverses réactions chez ses lecteurs : de la honte pour Charlotte, de la rage pour Hilly ou de l'hilarité pour Yule Mae. Lors d'un gala de charité, Célia offre le gâteau de Minnie à Hilly sans savoir l'histoire et cette-dernière la repousse violemment. Minnie se voit contrainte de lui expliquer l'histoire. C'est Missus qui mange le gâteau tout en narguant sa fille car elle a bien compris que le livre se passait à Jackson. Folle de rage, Hilly finit par se rendre chez Skeeter pour la confronter mais Charlotte la renvoie sans ménagements et se réconcilie avec sa fille. Elle l'incite également à partir à New-York car son état de santé s'améliore et elle ne veut pas que sa fille se prive de sa vie pour elle. Stuart l'ayant quittée à cause du fait qu'elle ne l'ait pas averti pour le livre, Skeeter éprouve tout de même des remords à partir à cause du tort que cela pourrait donner à Aibileen et Minnie. Mais les deux femmes, devenues secrètement des héroïnes aux yeux des membres de leur paroisse, n'ont pas peur des retombées et poussent Skeeter à vivre sa vie.
Minnie finit par rencontrer Johnny, qui la remercie pour toute l'aide qu'elle a apportée à sa femme, devenue une très bonne maîtresse de maison. Il est également au courant pour les fausses couches. Minnie finit par quitter son mari et va s'installer chez les Foote avec les enfants. Quant à Aibileen, elle est renvoyée par Elizabeth après une accusation de vol d'argenterie inventée par Hilly. Aibileen tient tête à Hilly, dit au revoir à Mae qui pleure de perdre la seule personne qui la traite avec gentillesse, et décide de devenir écrivaine pour honorer la mémoire de son fils.

## Fiche technique
Sauf indication contraire, les informations mentionnées dans cette section peuvent être confirmées par les bases de données cinématographiques IMDb et Allociné,  présentes dans la section « Liens externes ».
- Titre original : The Help
- Titre français : La Couleur des sentiments
- Réalisation : Tate Taylor
- Scénario : Tate Taylor, d'après le roman éponyme de Kathryn Stockett
- Musique : Thomas Newman et Stacy Wilde
- Direction artistique : Curt Beech
- Décors : Mark Ricker
- Costumes : Sharen Davis
- Photographie : Stephen Goldblatt
- Son : Willie D. Burton, Dennis Drummond, David Giammarco, Scott Millan, Drew Webster
- Montage : Hughes Winborne
- Production : Michael Barnathan, Chris Columbus et Brunson Green
  - Production déléguée : Mohamed Khalaf Al-Mazrouei, Nate Berkus, Jennifer Blum, L. Dean Jones Jr., John Norris, Michael Radcliffe, Jeff Skoll et Tate Taylor
  - Coproduction : Sonya Lunsford
- Sociétés de production :
  - États-Unis : 1492 Pictures et Harbinger Pictures, en association avec Participant et Reliance Film, présenté par Dreamworks Pictures et Touchstone Pictures
  - Inde : en association avec Reliance Entertainment
  - Émirats arabes unis : en association avec Imagenation Abu Dhabi
- Sociétés de distribution : Walt Disney Studios Motion Pictures (États-Unis, Belgique, Suisse romande)[6] ; Reliance Distribution (Inde) ; The Walt Disney Company France (France)[7]
- Budget : 25 millions USD[8],[9]
- Pays de production :  États-Unis,  Inde[10],[N 1]
- Langue originale : anglais
- Format : couleur (DeLuxe) — 35 mm — 1,85:1 (Panavision) — son Dolby Digital / SDDS / Datasat
- Genre : drame
- Durée : 146 minutes
- Dates de sortie[11] :
  - États-Unis, Québec : 12 août 2011[12]
  - France : 26 octobre 2011[13]
  - Suisse romande : 2 novembre 2011[14]
  - Inde : 25 novembre 2011
  - Belgique : 28 décembre 2011[15]
  - Émirats arabes unis : 8 février 2012 (sortie directement en Blu-ray)
- Classification[16] :
  - États-Unis : accord parental recommandé, film déconseillé aux moins de 13 ans (PG-13 - Parents Strongly Cautioned)[N 2]
  - Inde : accord parental pour les moins de 14 ans (contenant des scènes ou des paroles équivoques) (U/A - Unrestricted Public Exhibition - With Parental Guidance)
  - Émirats arabes unis : les personnes de moins de 13 ans sont autorisées sous la surveillance d'un adulte (PG13)
  - France : tous publics[17]
  - Belgique : tous publics (Alle Leeftijden)[15]
  - Suisse romande : interdit aux moins de 7 ans[18]
  - Québec : tous publics (G - General Rating)[12]

## Distribution
- Emma Stone (VF : Élisabeth Ventura ; VQ : Catherine Brunet) : Eugenia « Skeeter » Phelan
- Viola Davis (VF : Maïk Darah ; VQ : Johanne Garneau) : Aibileen Clark
- Octavia Spencer  (VF : Annie Milon ; VQ : Manon Arsenault) : Minny Jackson
- Jessica Chastain (VF : Karine Foviau ; VQ : Aline Pinsonneault) : Celia Foote
- Bryce Dallas Howard (VF : Barbara Beretta ; VQ : Mélanie Laberge) : Hillary « Hilly » Holbrook
- Allison Janney (VF : Martine Irzenski ; VQ : Madeleine Arsenault) : Charlotte Phelan
- Sissy Spacek (VF : Anne Rochant ; VQ : Claudine Chatel) : Missus Walters
- Mike Vogel (VF : Alexis Victor ; VQ : Philippe Martin) : Johnny Foote
- Anna Camp (VF : Edwige Lemoine ; VQ : Kim Jalabert) : Jolene French
- Ahna O'Reilly (VF : Hélène Bizot ; VQ : Catherine Bonneau) : Elizabeth Leefolt
- Chris Lowell (VF : Damien Ferrette ; VQ : Patrice Dubois) : Stuart Whitworth
- Mary Steenburgen (VF : Ivana Coppola ; VQ : Nathalie Coupal) : Elaine Stein
- Cicely Tyson (VF : Emilie Benoît ; VQ : Élizabeth Chouvalidzé) : Constantine Jefferson
- Aunjanue Ellis (VF : Mbembo ; VQ : Pascale Montreuil) : Yule Mae Davis
- David Oyelowo (VF : Jean-Baptiste Anoumon) : le pasteur Green
- Ashley Johnson : Mary Beth Caldwell
- Nelsan Ellis (VF : Lucien Jean-Baptiste) : Henry
- Wes Chatham : Carlton Phelan
- Brian Kerwin : Robert Phelan
- Tiffany Brouwer : Rebecca, femme de Carlton
- voix additionnelles : Frantz Confiac, Bernard Tiphaine

## Production

### Tournage
Le tournage du film a débuté en juillet 2010 et s'est déroulé à Greenwood, Mississippi.

### Musique
Au cours du film, on peut entendre les chansons Don't Think Twice, It's All Right de Bob Dylan et Jackson de Johnny Cash, Let's Twist Again de Chubby Checker ainsi que The Living Proof de Mary J. Blige ou bien encore : Sherry de The Four Seasons.

## Accueil

### Accueil critique

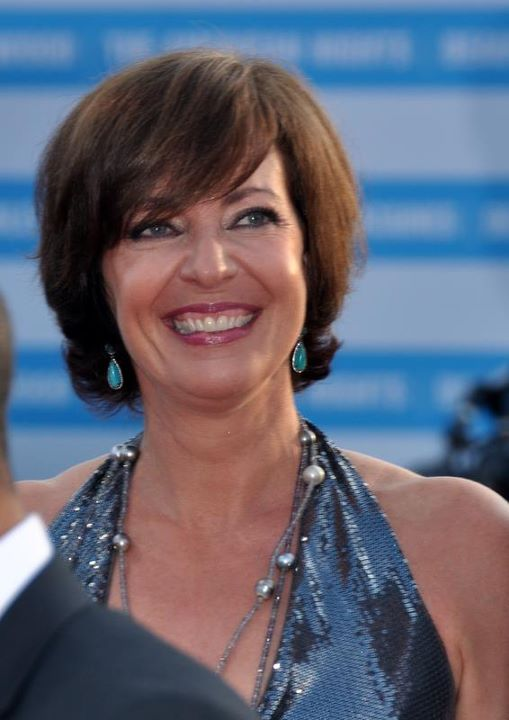
L'actrice Allison Janney à la première du film au festival du cinéma américain de Deauville 2011.

Sur l'agrégateur américain Rotten Tomatoes, le film récolte 76 % d'opinions favorables pour 226 critiques. Sur Metacritic, il obtient une note moyenne de 62⁄100 pour 41 critiques.
En France la critique accueille le film fraîchement. Le site Allociné propose une note moyenne de 2,5⁄5 à partir de l'interprétation de critiques provenant de 20 titres de presse. Les Cahiers du cinéma lui reprochent son côté simpliste et mélo : « Le tire-larmes de deux heures trente, obscène et adapté d'un best-seller, est un sous-genre increvable. »
TéléCinéObs lui reproche, en donnant le rôle de libératrice à une blanche, d'être raciste : « En inventant ce personnage de sauveuse blanche qui n'eut pas d'équivalent dans la réalité, le film réécrit l'histoire de la lutte pour les droits civiques. » Télérama déplore : « En racontant combien il est difficile de faire sortir les Noires du silence […], le film donne la vedette aux Blanches, leurs "geôlières". »

Dans la réalité, les noirs américains (hommes et femmes), avec Martin Luther King à leur tête, se sont libérés seuls en se battant contre la majorité des blancs du Sud. Cette évidence qui sous-tend les critiques émises par des médias français fait écho au débat qui s'est instauré aux États-Unis dès la sortie du film. Ainsi, Les Inrockuptibles reprennent le communiqué de L’Association of Black Women Historians (ABWH) : 

« Malgré les efforts de marketing déployés pour vendre le livre et le film comme le récit progressiste d’un triomphe sur l’injustice raciale, The Help [titre anglais du film] contrefait, ignore, et banalise l’expérience des travailleurs domestiques noirs. Finalement, le film n’est pas une histoire des millions de travailleurs noirs […], mais le récit de l’émancipation d’une femme blanche. »

### Box-office
Aux États-Unis, le film fait un bon parcours. Il démarre à la première place du box-office en première semaine, position qu'il gardera durant les trois semaines suivantes. Le 19 janvier 2012, le film totalise 169,7 millions de dollars. Au box-office international, par contre, il ne fait que 35,7 millions. Finalement, il rapporte 216,6 millions de dollars de recettes mondiales alors qu'il en avait coûté 25 millions à ses producteurs.
En France, La Couleur des sentiments n'a pas suscité l'enthousiasme des foules mais, avec 619 458 entrées, ce n'est pas non plus un échec commercial.

## Distinctions
| Date             | Distinction                       | Catégorie                                 | Nom                                              | Résultat |
| ---------------- | --------------------------------- | ----------------------------------------- | ------------------------------------------------ | -------- |
| 29 novembre 2011 | New York Film Critics Circle      | Meilleure actrice dans un second rôle     | Jessica Chastain                                 | Oui      |
| 5 décembre 2011  | WAFCA Awards                      | Meilleure actrice dans un second rôle     | Octavia Spencer                                  | Oui      |
| 5 décembre 2011  | WAFCA Awards                      | Meilleur scénario adapté                  | Tate Taylor                                      | Non      |
| 5 décembre 2011  | WAFCA Awards                      | Meilleure actrice                         | Viola Davis                                      | Non      |
| 5 décembre 2011  | WAFCA Awards                      | Meilleure distribution                    | La Couleur des sentiments                        | Non      |
| 11 décembre 2011 | New York Film Critics Online      | Révélation de l'année                     | Jessica Chastain                                 | Oui      |
| 12 décembre 2011 | AAFCA Awards                      | Meilleure actrice                         | Viola Davis                                      | Oui      |
| 12 décembre 2011 | AAFCA Awards                      | Meilleure actrice dans un second rôle     | Octavia Spencer                                  | Oui      |
| 12 décembre 2011 | AAFCA Awards                      | Meilleur film                             | La Couleur des sentiments                        | Non      |
| 18 décembre 2011 | Satellite Awards                  | Meilleure actrice                         | Viola Davis                                      | Oui      |
| 18 décembre 2011 | Satellite Awards                  | Meilleure distribution                    | La Couleur des sentiments                        | Oui      |
| 18 décembre 2011 | Satellite Awards                  | Meilleur film                             | La Couleur des sentiments                        | Non      |
| 18 décembre 2011 | Satellite Awards                  | Meilleur réalisateur                      | Tate Taylor                                      | Non      |
| 18 décembre 2011 | Satellite Awards                  | Meilleure actrice dans un second rôle     | Octavia Spencer                                  | Non      |
| 18 décembre 2011 | Satellite Awards                  | Meilleur scénario adapté                  | Tate Taylor                                      | Non      |
| 19 décembre 2011 | Women Film Critics Circle         | Meilleur film à propos des femmes         | La Couleur des sentiments                        | Oui      |
| 19 décembre 2011 | Women Film Critics Circle         | Meilleure actrice                         | Viola Davis                                      | Oui      |
| 19 décembre 2011 | Women Film Critics Circle         | Meilleure distribution                    | La Couleur des sentiments                        | Non      |
| 19 décembre 2011 | Women Film Critics Circle         | Prix Joséphine Baker                      | La Couleur des sentiments                        | Oui      |
| 19 décembre 2011 | Women Film Critics Circle         | Meilleure actrice dans un second rôle     | Jessica Chastain                                 | Non      |
| 20 décembre 2011 | Black Film Critics Circle         | Meilleur film                             | La Couleur des sentiments                        | Oui      |
| 20 décembre 2011 | Black Film Critics Circle         | Meilleure actrice                         | Viola Davis                                      | Oui      |
| 20 décembre 2011 | Black Film Critics Circle         | Meilleure actrice dans un second rôle     | Octavia Spencer                                  | Oui      |
| 20 décembre 2011 | Black Film Critics Circle         | Meilleur scénario adapté                  | Tate Taylor                                      | Oui      |
| 20 décembre 2011 | Black Film Critics Circle         | Meilleur distribution                     | La Couleur des sentiments                        | Oui      |
| 9 janvier 2012   | Vancouver Film Critics Circle     | Meilleure actrice dans un second rôle     | Jessica Chastain                                 | Oui      |
| 15 janvier 2012  | Golden Globes                     | Meilleure actrice dans un second rôle     | Octavia Spencer                                  | Oui      |
| 15 janvier 2012  | Golden Globes                     | Meilleur film dramatique                  | La Couleur des sentiments                        | Non      |
| 15 janvier 2012  | Golden Globes                     | Meilleure actrice dans un film dramatique | Viola Davis                                      | Non      |
| 15 janvier 2012  | Golden Globes                     | Meilleure actrice dans un second rôle     | Jessica Chastain                                 | Non      |
| 4 février 2012   | Art Directors Guild               | Meilleur film d'époque                    | Mark Ricker                                      | Non      |
| 12 février 2012  | BAFTA Awards                      | Meilleure actrice dans un second rôle     | Octavia Spencer                                  | Oui      |
| 12 février 2012  | BAFTA Awards                      | Meilleur film                             | Brunson Green, Chris Columbus, Michael Barnathan | Non      |
| 12 février 2012  | BAFTA Awards                      | Meilleure actrice                         | Viola Davis                                      | Non      |
| 12 février 2012  | BAFTA Awards                      | Meilleure actrice dans un second rôle     | Jessica Chastain                                 | Non      |
| 12 février 2012  | BAFTA Awards                      | Meilleur scénario adapté                  | Tate Taylor                                      | Non      |
| 26 février 2012  | Oscars du cinéma                  | Meilleure actrice dans un second rôle     | Octavia Spencer                                  | Oui      |
| 26 février 2012  | Oscars du cinéma                  | Meilleur film                             | Brunson Green, Chris Columbus, Michael Barnathan | Non      |
| 26 février 2012  | Oscars du cinéma                  | Meilleure actrice                         | Viola Davis                                      | Non      |
| 26 février 2012  | Oscars du cinéma                  | Meilleure actrice dans un second rôle     | Jessica Chastain                                 | Non      |
| 1er juillet 2012 | BET Awards                        | Meilleur film                             | La Couleur des sentiments                        | Oui      |
| 1er juillet 2012 | BET Awards                        | Meilleure actrice                         | Viola Davis                                      | Oui      |
| 7 novembre 2012  | Casting Society of America Awards | Meilleur film dramatique commercial       | La Couleur des sentiments                        | Oui      |

## Éditions en vidéo
- En France, le film La Couleur des sentiments est sorti en DVD et le Blu-ray 29 février 2012[29],[30] et en VOD le 13 avril 2017[13].
- Au Québec, le film est sorti en DVD / Blu-ray le 6 décembre 2011[22].

## Postérité
En 2020, à la suite du meurtre de George Floyd et de l'éclosion du mouvement Black Lives Matter, tout comme Autant en emporte le vent en son temps, le film est la cible de nombreuses polémiques, dues à son point de vue et son traitement romancé de l'esclavage aux États-Unis.